# زنده‌مانی جنین
زنده‌مانی جنین (به انگلیسی: Fetal viability) توانایی جنین انسان برای زنده‌ماندن در بیرون از رحم است. به‌طور کلی در نظر گرفته می‌شود که زنده‌ماندن جنین از هفته ۲۳ یا ۲۴ بارداری آغاز می‌شود: در هفته ۲۳، ۵۵٪ نوزادان از زایمان زودرس زنده می‌مانند، در حالی که تقریباً ۶۰–۷۰٪ تا ۲۴ هفته زنده می‌مانند.

مراحل رشد پیش از تولد، نشان دادن زنده‌مانی و نقطه ۵۰ درصد شانس زنده‌ماندن (محدودیت زنده‌مانی) در پایین. هفته‌ها و ماه‌های شماره‌گذاری‌شده بر اساس بارداری،